# Kada Dżazzin
Kada Dżazzin (arab. قضاء جزين) – jednostka administracyjna w Libanie, należąca do muhafazy Dystryktu Południowego. Dystrykt zamieszkiwany jest głównie przez chrześcijan (maronitów – ok. 60% i grekokatolików – ok. 15%) oraz szyitów – ok. 20%.

## Wybory parlamentarne
Okręg wyborczy, obejmujący dystrykt Dżazzin, reprezentowany jest w libańskim Zgromadzeniu Narodowym przez 3 deputowanych (2 maronitów i 1 grekokatolika).